# Max Weinberg
Maxwell Sachel "Max" Weinberg (Newark, New Jersey, 14. travnja 1951.) američki je bubnjar i televizijska ličnost, najpoznatiji kao član E Street Banda Brucea Springsteena i kao frontmen sastava u emisijama Conana O'Briena Late Night with Conan O'Brien i The Tonight Show with Conan O'Brien.

## Vanjske poveznice
- Službena stranica
- Max Weinberg u internetskoj bazi filmova IMDb-u (engl.)